# Tetsurō Araki
荒木 哲郎
Tetsurō Araki (荒木 哲郎, Araki Tetsurō), né le 5 novembre 1976 à Sayama, préfecture de Saitama au Japon, est un réalisateur japonais d'anime. Il est principalement connu pour son travail sur Death Note et L'Attaque des Titans.

## Biographie
Après avoir été diplômé de l'université de Senshū(Tokyo) en littérature et humanités, Araki intègre le studio Madhouse où il commence en tant que responsable du storyboard et réalisateur d'épisode.
En 2005, il fait ses premiers pas de réalisateur avec l'OAV Otogi-Jūshi Akazukin et devient connu en 2006 avec l'adaptation animée du manga Death Note. Il poursuit plusieurs autres réalisations pour le compte du studio Madhouse comme Kurozuka (2008) ou Highschool of the Dead (2010). À partir de 2011 il travaille pour d'autres studios comme Production I.G. (Guilty Crown et surtout L'Attaque des Titans).
En 2013, il gagne le prix du meilleur réalisateur de l'année remis par le magazine spécialisé NewType et en 2014 il remporte le prix du meilleur réalisateur au Tokyo Anime Award.

## Travaux

### Séries d'animation
- Galaxy Angel (2001–2004) - Storyboard (S1: 15,22,24 - S2 : 5,8,9,15 - S3 : 5,6,18,25,34,42,55 - S4 : 5,6,13,18,25), réalisateur d'épisode (S1: 3,15,26 - S2 : 5,8,9,15,18 - S3 : 1,2,5,6,17,18,25,34,42,47,50,54 - S4 : 5,6,25).
- Panyo Panyo Di Gi Charat (2001) - Storyboard (ep 31,45,46), réalisateur d'épisode (ep 29,30,31,32,45,46,48).
- Gungrave (2003) - Storyboard (ep 13,25), réalisateur d'épisode (ep 1,8,13,18,25).
- Di Gi Charat Nyo! (2003) - Storyboard (ep 54,63), réalisateur d'épisode (ep 54).
- Black Lagoon (2006) - Storyboard (ep 8,9,10,12), réalisateur d'épisode (ep 3,8,9,10).
- Death Note (2006–2007) - Réalisateur, storyboard (ep 1,21,25,37,SP1), réalisateur d'épisode (ep 1,37,SP1).
- Kaiji (2007-2008) - Storyboard (ep 14)
- Kurozuka (2008) - Réalisateur, co-scénariste, storyboard (ep 1,12), réalisateur d'épisode (ep 12).
- Aoi Bungaku Series (2009) - Réalisateur (ep 5,6), storyboard (ep 5,6), réalisateur d'épisode (ep 6).
- Highschool of the Dead (2010) - Réalisateur, storyboard (ep 1,4,12), réalisateur d'épisode (ep 1, OAV).
- Marvel Anime - Blade (2011) - Storyboard (ep 5)
- Guilty Crown (2011) - Réalisateur, storyboard (ep 1,9,17,22), réalisateur d'épisode (ep 1).
- Sword Art Online (2012) - Storyboard (ep 23).
- L'Attaque des Titans (2013) - Réalisateur, storyboard (ep 1,25, OAD 2, OAD 4), réalisateur d'épisode (ep 1,25, OAD 4).
- Gundam Reconguista in G (2014-2015) - Storyboard (ep 10), réalisateur d'épisode (ep 10)
- Kabaneri of the Iron Fortress (2016) - Réalisateur, storyboard (ep 1-2,12) réalisateur d'épisode (ep 1,12)
- L'Attaque des Titans Saison 2 (2017) - Réalisateur général
- Bubble

OAV
- Otogi-Jūshi Akazukin (2005) - Réalisateur